# Hyporhagus
Hyporhagus là một chi bọ cánh cứng thuộc họ Zopheridae. Có khoảng 6 loài được mô tả thuộc chi này.

## Loài
- Hyporhagus gilensis Horn, 1872
- Hyporhagus leechi Freude, 1955
- Hyporhagus opaculus LeConte, 1866
- Hyporhagus pseudogilensis Freude, 1955
- Hyporhagus punctulatus Thomson, 1860
- Hyporhagus valdepunctatus Thomson, 1860